# いのちの人よ
「いのちの人よ」（いのちのひとよ）は、2021年3月31日に発売された瀬川瑛子のシングルである。

## 解説
「いのちの人よ」は瀬川にとって新境地となるサックスを取り入れたメジャー・バラード。

## 収録曲
- 両楽曲共に、作詞・作曲：伊藤薫、編曲：若草恵

1. いのちの人よ (5分2秒)
2. 夢の中で (4分26秒)
3. いのちの人よ（オリジナル・カラオケ） (5分2秒)
4. 夢の中で（オリジナル・カラオケ） (4分24秒)